# Kawcze (Rawicz)
Pour les articles homonymes, voir Kawcze.
Kawcze (prononciation : [ˈkaft͡ʂɛ]) est un village polonais de la gmina de Bojanowo dans le powiat de Rawicz de la voïvodie de Grande-Pologne dans le centre-ouest de la Pologne.
Il se situe à environ 7 kilomètres à l'est de Bojanowo (siège de la gmina), à 11 kilomètres au nord de Rawicz (siège du powiat) et à 78 kilomètres au sud de Poznań (capitale régionale).

## Histoire
De 1975 à 1998, le village faisait partie du territoire de la voïvodie de Leszno.

Depuis 1999, Kawcze est situé dans la voïvodie de Grande-Pologne.